# The London Taxi Company

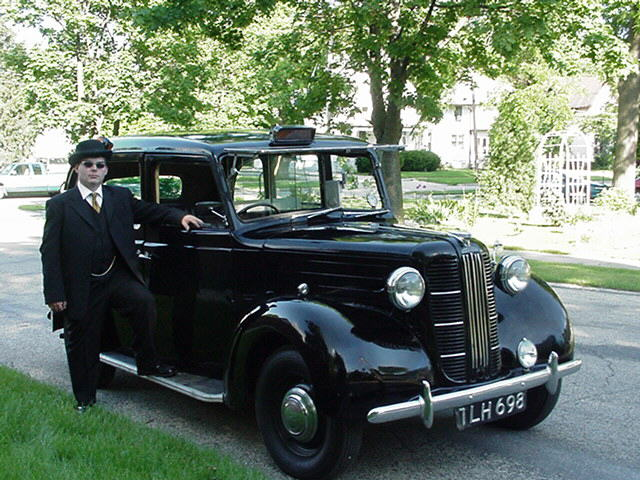
Das LTI Fairway Austin FX3

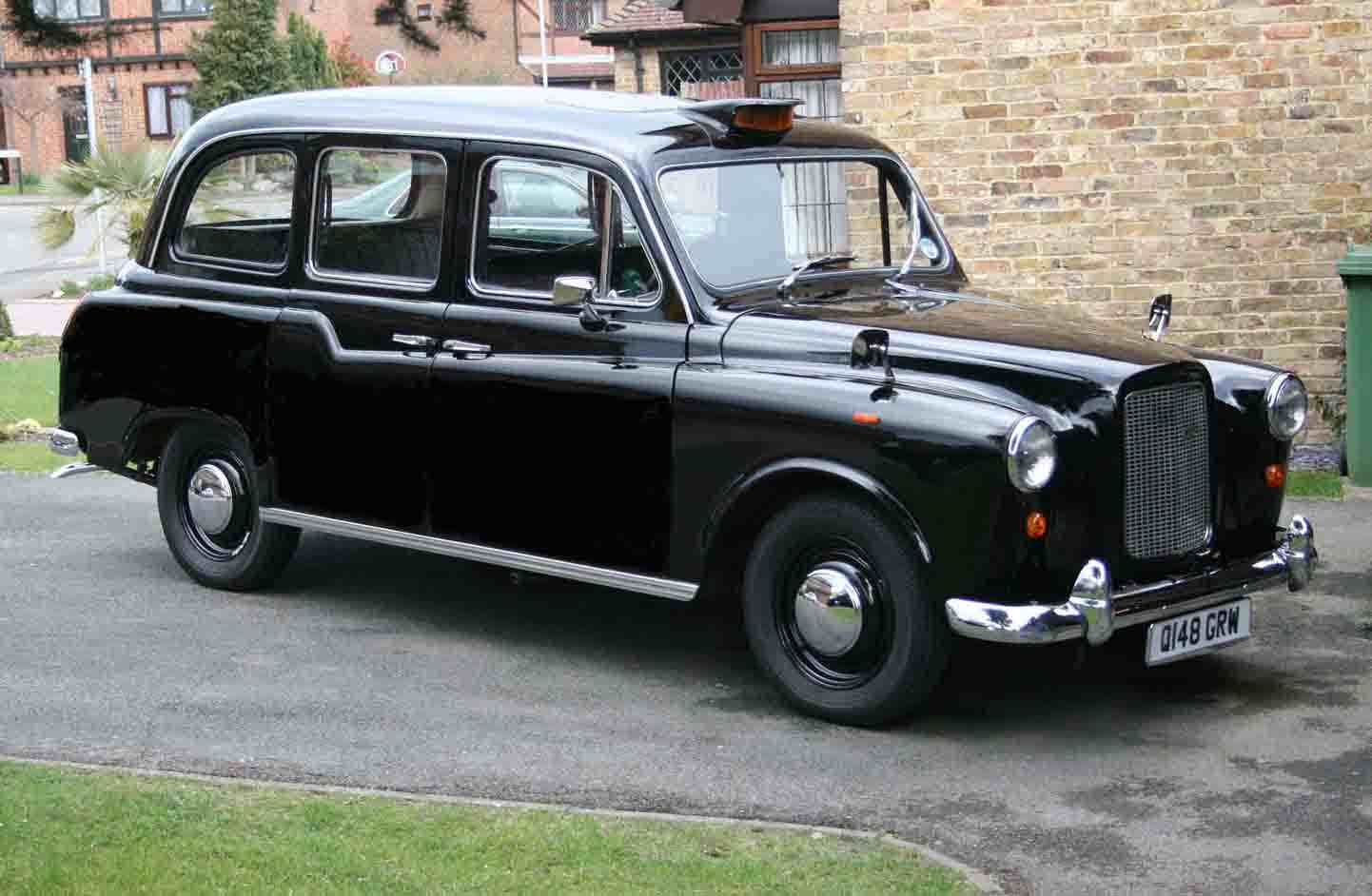
Das LTI Fairway Austin FX4

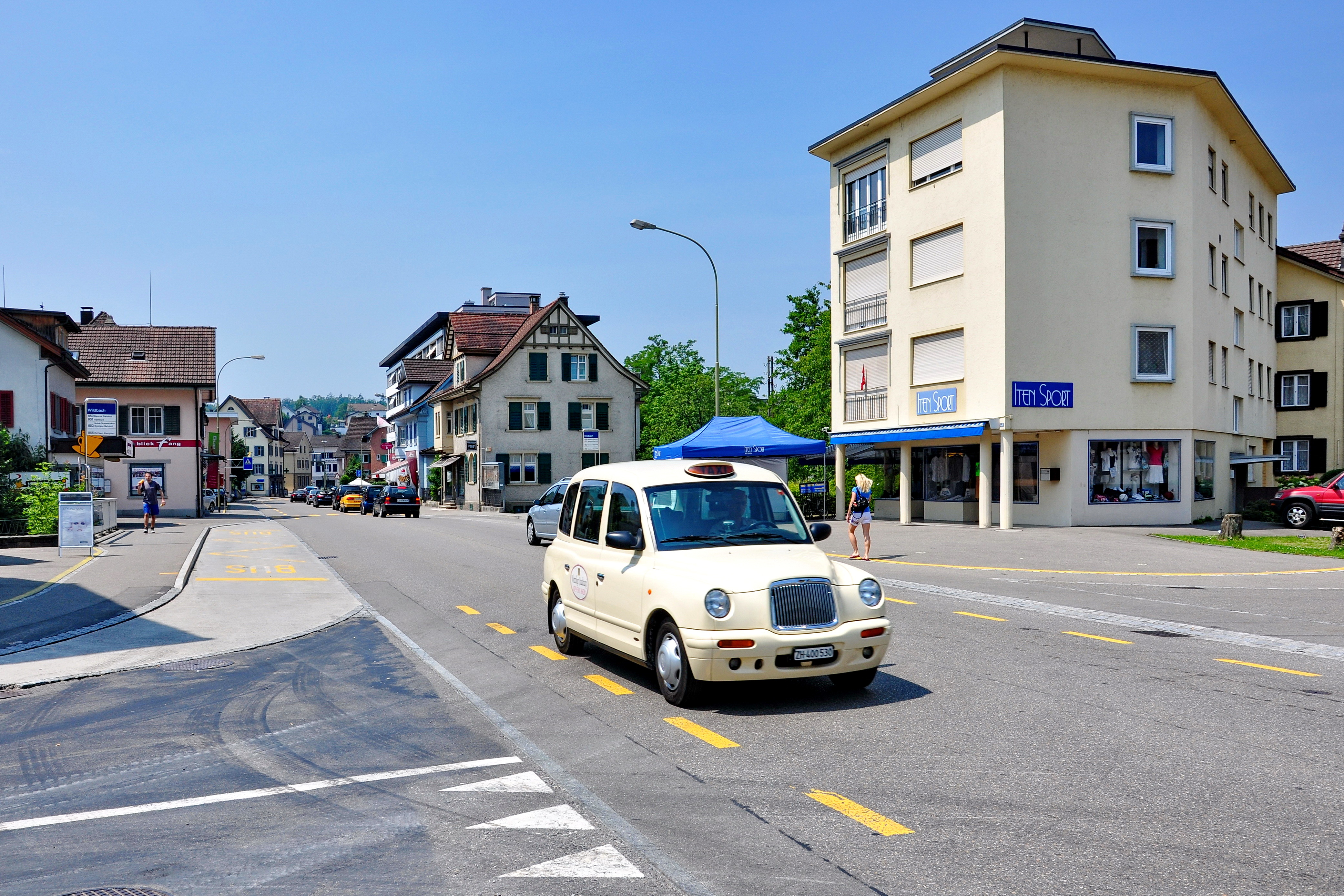
Das LTI TX1

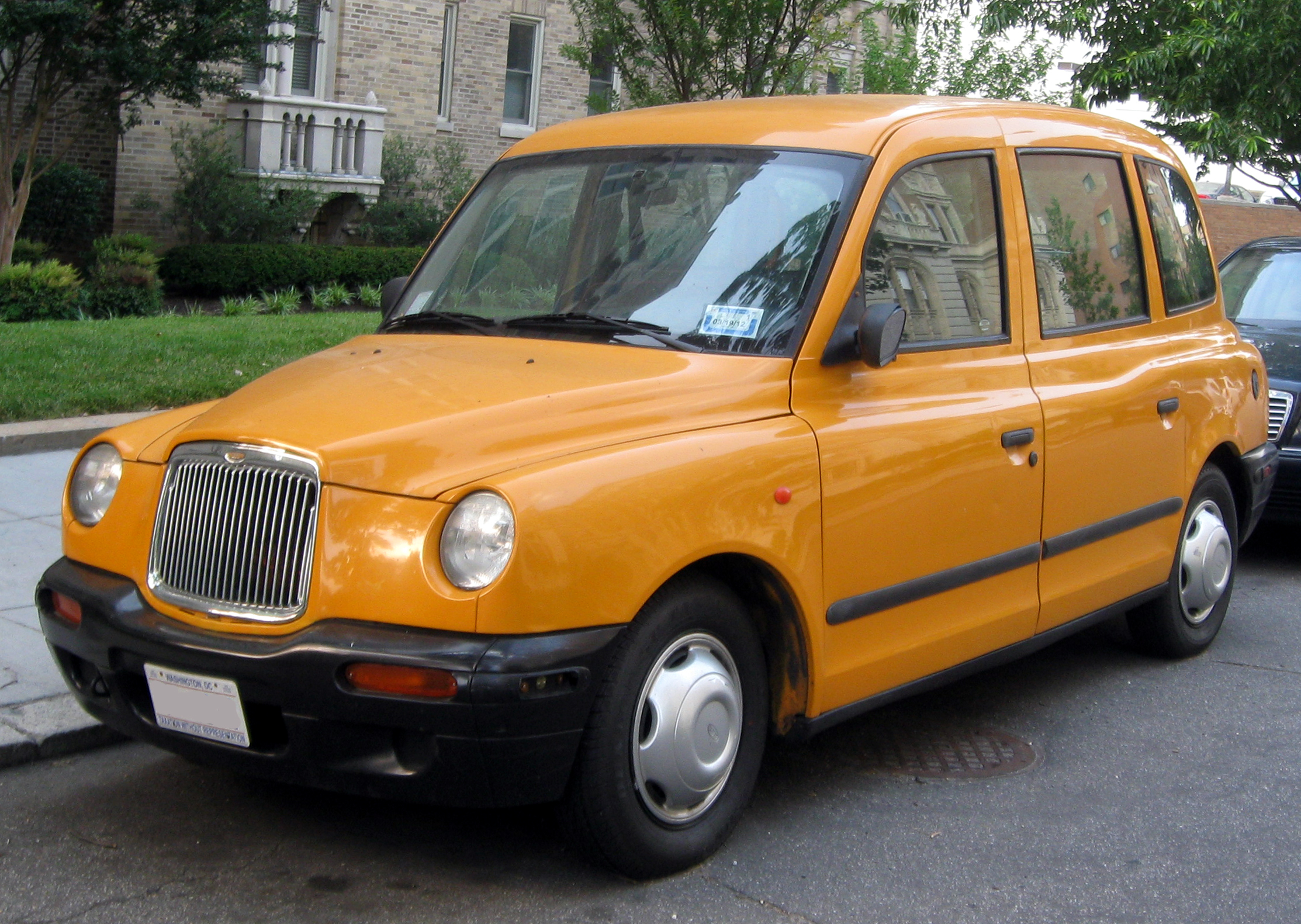
Das LTI TXII

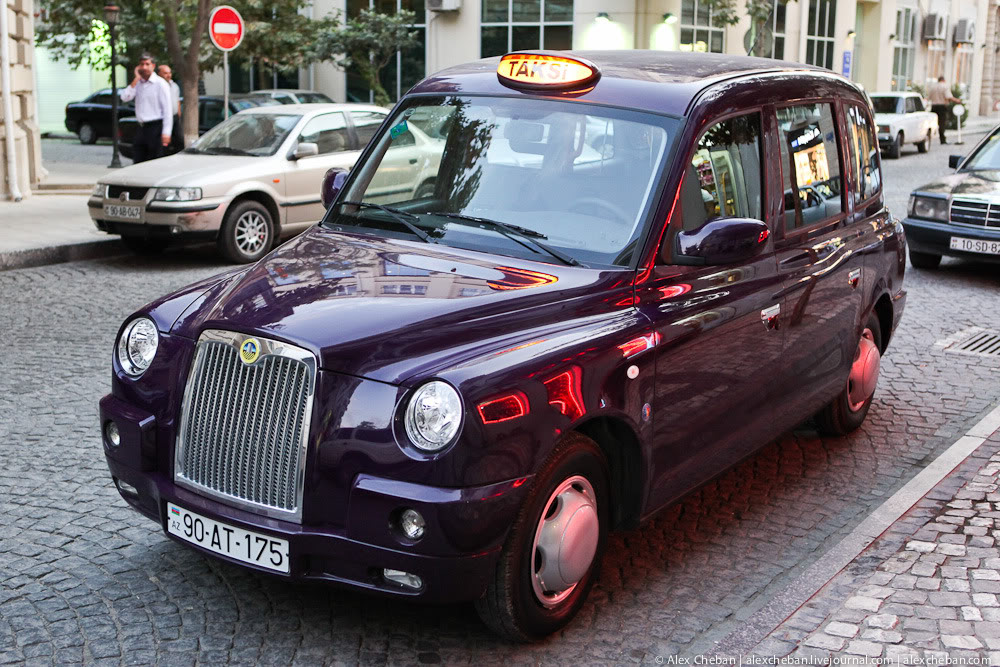
Das LTI TX4

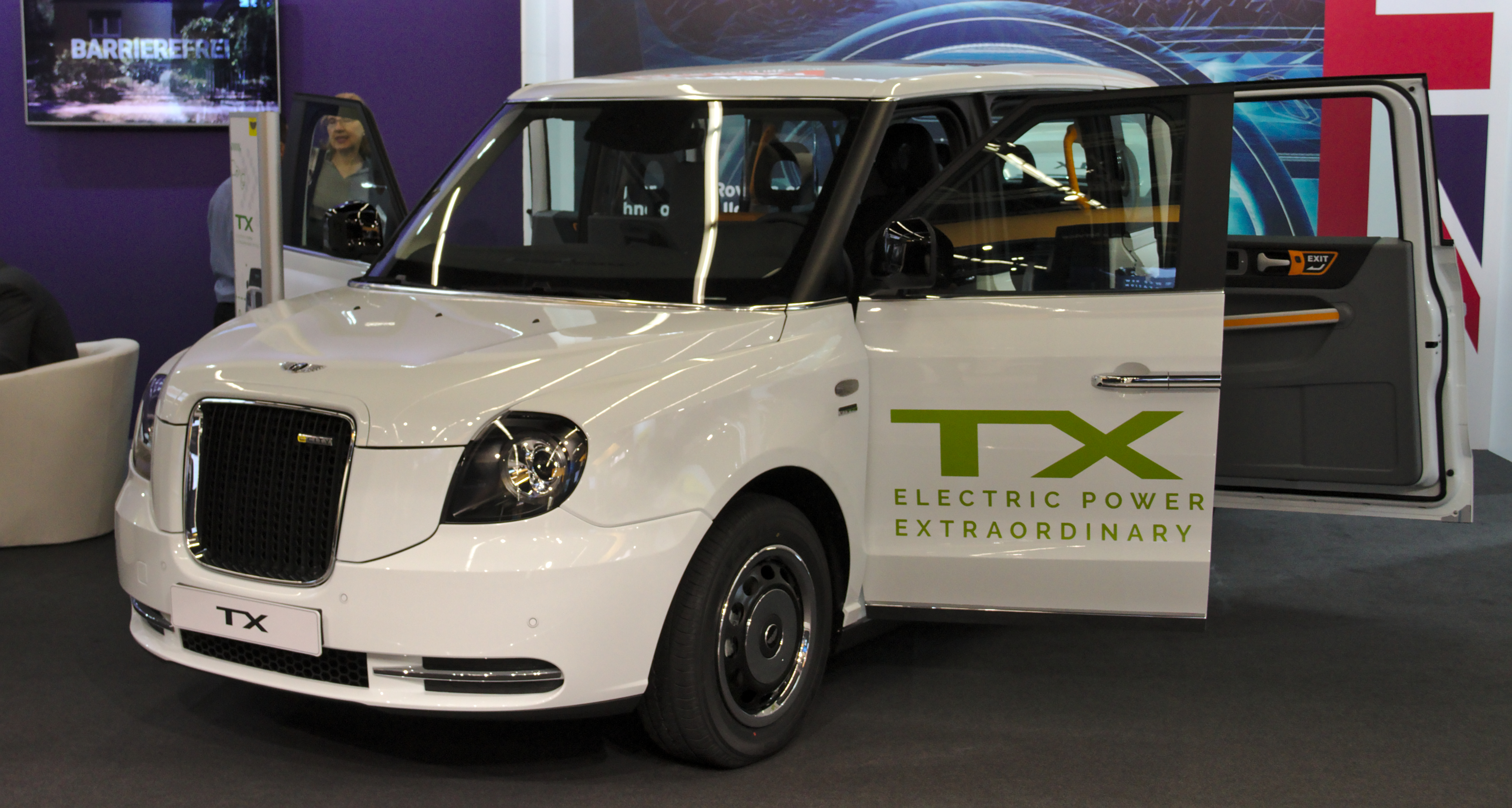
Das LEVC TX5

The London Taxi Company ist ein englischer Autohersteller mit Sitz in Coventry. Gebaut werden Taxi-Modelle, die als Black Cabs vorwiegend in London eingesetzt werden. Die Fahrzeuge werden über die hundertprozentige Tochter Mann and Overton vertrieben, die auch den Service übernimmt. Die Firma war bis Anfang 2013 eine Tochter der Manganese Bronze Holdings. Im Oktober 2012 wurde das Insolvenzverfahren über Manganese Bronze Holdings eröffnet.
Mittlerweile wurde London Taxi vom chinesischen Geely-Konzern übernommen und in die neu gegründete London Electric Vehicle Company (LEVC) eingegliedert. Seitdem strebt Black Cab eine weltweite Expansion an. Konkrete Pläne gibt es bisher für Oslo, Berlin und Paris (Stand: Oktober 2018).

## Geschichte

### LTI Fairway, Austin FX4 und FX3
Das Unternehmen begann 1989 mit der Produktion des LTI Fairway. Überarbeitete Versionen erschienen 1992 (Fairway Driver), 1993 (Fairway Driver-Plus) und 1994 (Fairway 95). Vorher wurde das Modell als FX4 von Carbodies hergestellt. Dessen Vorgänger, der FX3, wurde zuerst 1948 als Gemeinschaftsprojekt von Austin und Carbodies Ltd entwickelt.

### TX1
Der Fairway wurde 1997 vom TX1 abgelöst. Verwendet wurde der 2.7 Liter Dieselmotor von Nissan, der im Vorgängermodell FX4 seit 1989 eingesetzt wurde. Seit dem TX1 sind die LTI-Modelle rollstuhlgerecht. Hierfür befindet sich im Kofferraum eine Rampe vor dem Ersatzrad.

### TXII
Im Jahr 2002 folgte der TXII. Der TXII wird von einem 2,4-Liter-Dieselmotor angetrieben, dem Ford-Duratorq-Motor.

### TX4
Der TX4 wird von einem 2,5-Liter-Dieselmotor R-425-DOHC des italienischen Herstellers VM Motori angetrieben, der die Abgasvorschrift nach Euro V erfüllt, später ein VM-Motori-2,8-Liter-Dieselmotor mit Euro VI.

### TX5, später umbenannt in LEVC TX
Der TX5 ab Ende 2017/Anfang 2018 hat einen Plug-in Hybrid-Antriebsstrang, den Geely aus der Volvo-T6-Twin-Engine adaptiert (Elektromotor 110 kW an einer Batterie von 31 kWh plus 1,5-Liter-R3-Ottomotor 82 PS als Range Extender mit 36-l-Benzintank) und eine Leichtbau-Architektur aus Aluminium. Die elektrische Reichweite beträgt 80 mi/128 km. London Taxi Company nahm dafür 2017 ein neues Werk in Ansty (Warwickshire) in Betrieb.